# Reggenza di Ceram Orientale
La reggenza di Ceram Orientale (in indonesiano: Kabupaten Seram Bagian Timur) è una reggenza dell'Indonesia, situata nella provincia di Maluku.
| Controllo di autorità | VIAF (EN) 154015297 · LCCN (EN) no2010057182 |